# Huaca

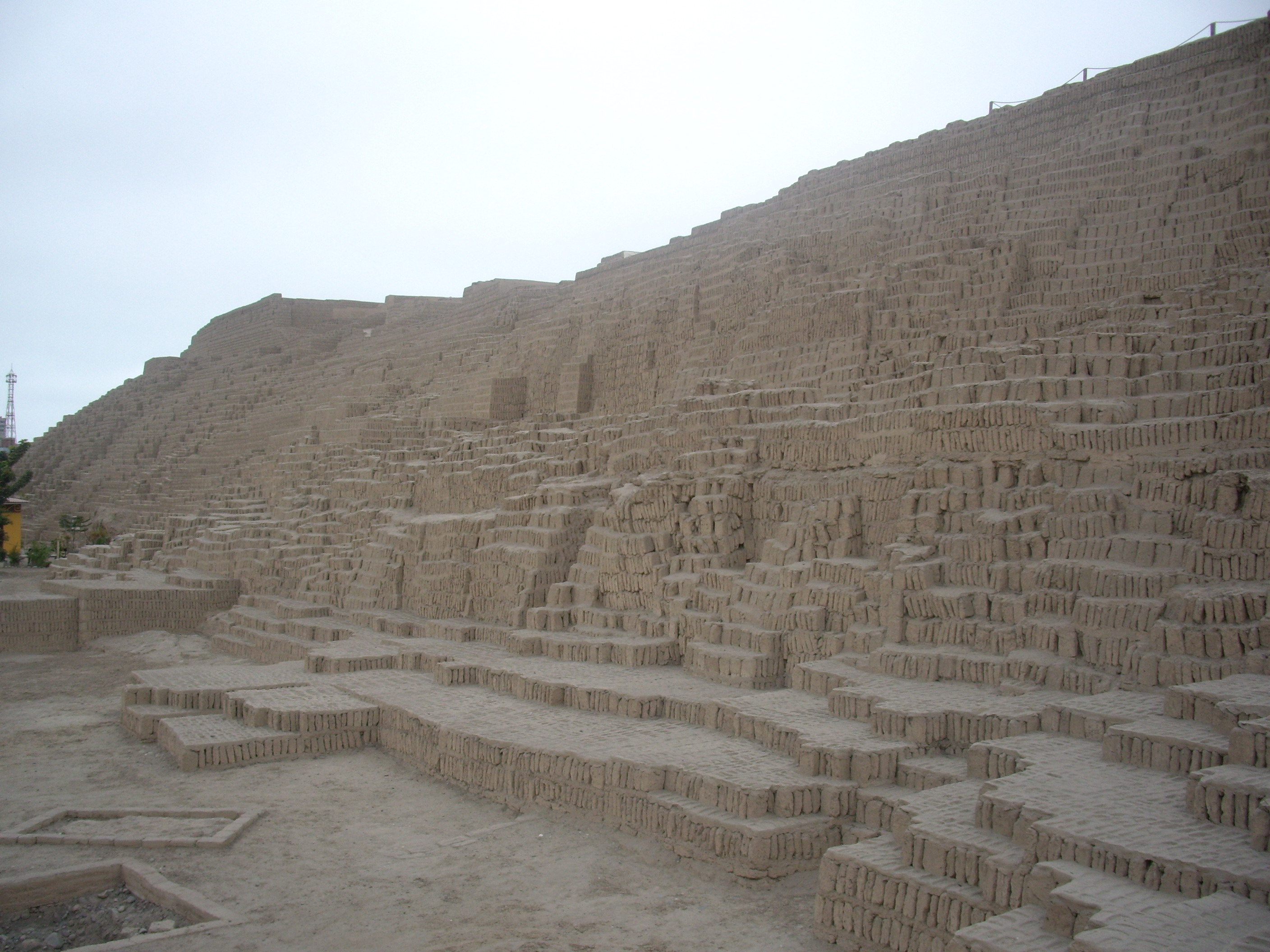
Huaca Pucllana, Districte de Miraflores, Província de Lima.

Una huaca o waqa (terme provinent del quítxua) és un objecte que representa alguna cosa venerada, normalment un monument d'alguna classe. El terme huaca es pot referir a localitzacions naturals, com roques immenses. Algunes huaques han estat associades amb la veneració i el ritual. Les cultures andines creien que tots els objectes tenen una presència física i dos esperits, un creador i un altre que l'anima. Invocarien els seus esperits perquè l'objecte fes la seva funció.
Cada grup lingüístic en els pobles andins tenia els seus propis llocs sagrats. Moltes civilitzacions pre-inques del Perú consideraven tot el món un ser sagrat i viu; aquest concepte significava que tot de bellesa o de força significativa s'anomenaria huaca. La paraula pacarina s'utilitza de vegades de manera intercanviable per a aquestes localitzacions. Una huaca pot ser un lloc honorat, com un port d'alta muntanya, un lloc de creació, un lloc d'importància tradicional, una part superior de muntanyes (apu) on plou i origen de l'aigua, una localització astronòmicament alineada, o un lloc d'importància històrica o mitològica (les primeres poblacions dels Andes no diferenciaven entre esdeveniments històrics i sagrats). Una huaca també podria ser la residència o panaka de les mòmies mortes abans de l'imperi Inca. La huaca també podria ser la localització sagrada d'un dels subregnes conquerits per l'imperi inca o dels imperis anteriors, com el del llac Titicaca. També es pot referir a un lloc d'enterrament. Els conqueridors van estendre el seu significat a estructures velles. Això vol dir que les ruïnes dels edificis administratius de la cultura mochica serien anomenats huacas igual que els seus temples.

## Huacas a les rutes de cerimònies

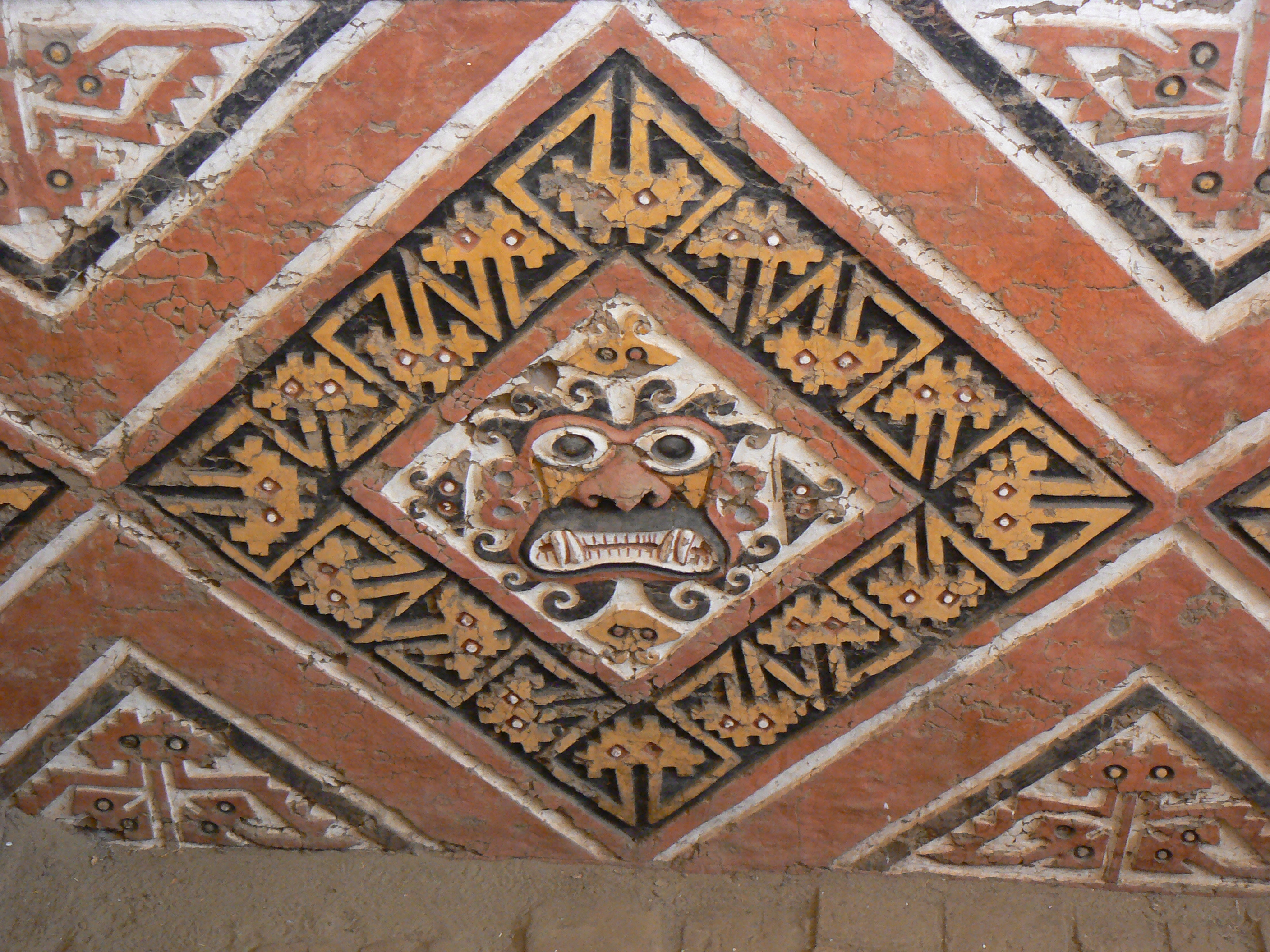
Detall de les pintures a la Huaca de la Luna, Trujillo, Perú.

Una huaca podia estar al llarg d'una línia processional de cerimònies que es feien mentre hom es dirigia als rituals sagrats de la capital, Cusco. Aquestes línies s'anomenaven ceques. El treball de Tom Zuidema i Brian Bauer (UT-Austin) explora el seu ús i importància. Aquestes rutes estaven de vegades alineades astronòmicament amb diverses estrelles que servien també per marcar el temps i les estacions per feines agrícoles. Aquestes línies tenen semblança significativa amb les maies (sacbe) i les chacoanes. Determinades huacas es van aixecar per conformar la xarxa sencera de rituals i cultura cerimonial religiosa. Per exemple, la cerimònia del sol es realitzava a Cuzco (Inti Ramyi).
Els inques van elaborar un sistema, no només d'intercanvi de població i treball (mita) sinó també dels objectes de veneració religiosa de les poblacions que incorporaven al seu imperi. Aquest intercanvi assegurava més o menys conformitat entre les poblacions conquerides. Els inques també van trasplantar grups sencers de persones d'origen inca a les poblacions conquerides per arranjar una millor distribució d'inques a través de tot del seu imperi per evitar resistències de la població original. I així, les huaques i pacarines es van convertir en centres significatius de veneració compartida i un punt d'unificació d'un imperi ètnicament i lingüísticament divers que va donar unió i ciutadania a poblacions geogràficament dispars. Això va portar finalment a un sistema de pelegrinatges a través de tots aquests diversos santuaris per la gent indígena de l'imperi abans de la introducció del catolicisme.

## Algunes huaques importants
Entre les més conegudes hi ha:
- Huaca del Sol (Departament de La Libertad)
- Huaca de la Luna (La Libertad)
- Huaca del Dragón (La Libertad)
- Huaca Pucllana (Província de Lima)
- Huaca Malena (Lima)
- Huaca Mateo Salado (Lima)
- Huaca San Marcos (Lima)
- Huaca Prieta (La Libertad)
- Huaca Cao Viejo (La Libertad)
- Huaca El Brujo (La Libertad)
- Huaca Rajada (Lambayeque)
- Huaca Juliana (Arequipa)
- Huaca cucumelo (Iquique)
- Huaca de Chena (Santiago de Chile)